# Nola gorgoruensis
Nola gorgoruensis is een vlinder uit de familie visstaartjes (Nolidae). De wetenschappelijke naam van deze soort is voor het eerst geldig gepubliceerd in 1920 door Strand.
De soort komt voor in tropisch Afrika.